# Achiziție publică

Membrii și observatorii Acordului de Achiziții al Guvernului. Roșu - membri. Verde - negocierea calității de membru. Portocaliu - observatori

Achiziția publică reprezintă procesul prin care o autoritate guvernamentală achiziționează bunuri, lucrări și servicii de la o organizație, fie pentru propriile nevoi, fie în beneficiul contribuabililor.
Achizițiile publice se bazează pe ideea că guvernele ar trebui să direcționeze societatea, oferind în același timp sectorului privat libertatea de a decide cele mai bune practici pentru producerea bunurilor și serviciilor dorite. Unul dintre avantajele achizițiilor publice este capacitatea acestora de a stimula inovația și creșterea economică. Sectorul public selectează cele mai capabile organizații nonprofit sau cu scop lucrativ pentru a furniza bunurile sau serviciile necesare contribuabililor. Acest proces generează concurență în sectorul privat pentru obținerea acestor contracte, recompensând organizațiile care pot oferi bunuri și servicii de calitate la costuri mai reduse. Unele contracte includ clauze specifice pentru a încuraja colaborarea cu întreprinderi conduse de minorități, afaceri deținute de femei și/sau întreprinderi de stat.
Concurența este un element esențial al achizițiilor publice, influențând rezultatele întregului proces. Există o competiție intensă pentru contractele publice, având în vedere sumele considerabile de bani care circulă prin aceste sisteme. Se estimează că, la nivel global, aproximativ 11 trilioane de euro sunt cheltuiți anual prin achiziții publice.
Pentru a preveni frauda, risipa, corupția sau protecționismul local, legislația majorității țărilor reglementează într-o anumită măsură achizițiile guvernamentale. Legile impun autorităților contractante să publice licitații deschise dacă valoarea achiziției depășește un anumit prag. Achizițiile publice fac, de asemenea, obiectul Acordului privind Achizițiile Publice, un tratat internațional plurilateral aflat sub egida Organizației Mondiale a Comerțului (OMC).

## Prezentare

### Necesitatea achizițiilor publice
Achizițiile publice sunt esențiale deoarece guvernele nu pot produce singure toate resursele necesare pentru bunurile și serviciile pe care le furnizează. Guvernele oferă bunuri publice, cum ar fi apărarea națională sau infrastructura publică. Bunurile publice sunt non-rivale și non-excludabile, ceea ce înseamnă că utilizarea acestora de către o persoană nu reduce disponibilitatea sau calitatea lor pentru ceilalți, iar indivizii nu pot fi împiedicați să le folosească gratuit („problema pasagerului clandestin”). Din acest motiv, piețele private nu pot furniza bunuri publice, iar guvernul preia acest rol, finanțându-le prin colectarea de taxe de la cetățeni.
Pe lângă bunurile publice, guvernele furnizează și bunuri meritorii, precum educația sau serviciile de sănătate. Acestea sunt bunuri private, rivale și excludabile, care sunt de obicei oferite de piețele private. Totuși, guvernele le furnizează din motive de echitate și justiție socială, dar și datorită efectelor benefice pe care le au asupra întregii societăți. Pentru a furniza bunuri publice și meritorii, guvernul trebuie să achiziționeze factori de producție de la companii private, cum ar fi mașini de poliție, clădiri școlare, uniforme etc. Acest proces este cunoscut sub denumirea de achiziție publică sau guvernamentală.

### Domeniul de aplicare și impactul
Practicile de achiziție publică influențează toate lucrările publice, serviciile și contractele de furnizare încheiate de o autoritate publică, precum și piețele din care sunt achiziționate. Reglementările privind achizițiile publice acoperă toate contractele pentru lucrări, servicii și furnituri, dar există și excepții. Acestea includ în special achizițiile militare, care reprezintă o parte semnificativă a cheltuielilor guvernamentale, anumite aspecte din domeniul sănătății și achizițiile de valoare redusă. Acordul privind Achizițiile Publice (GPA) și legislația UE permit excepții în cazurile în care licitațiile publice ar încălca interesele esențiale de securitate ale unui stat. Anumite sectoare sensibile din punct de vedere politic sau economic, cum ar fi sănătatea publică, aprovizionarea cu energie sau transportul public, pot beneficia de un tratament diferit. Achizițiile publice sunt legate de creșterea economică, protejarea și îmbunătățirea condițiilor de concurență pe piață, atingerea obiectivelor de politică publică și promovarea inovației.

## Achiziții strategice
Una dintre consecințele crizei financiare din 2007–2008 a fost încercarea de reducere a cheltuielilor publice pentru a controla datoria publică. Această tendință a afectat achizițiile guvernamentale, având în vedere ponderea semnificativă a acestora în cheltuielile publice. Astfel, au fost implementate diverse strategii de achiziție pentru a crește calitatea și a reduce costurile achizițiilor publice. Printre aceste strategii se numără achizițiile publice electronice (e-procurement), achizițiile centralizate și acordurile-cadru. Toate aceste trei strategii de achiziție nu se exclud reciproc. De exemplu, acordurile-cadru pot fi gestionate centralizat prin e-procurement.

### Achizițiile publice electronice
Achizițiile publice electronice (e-procurement) constau în înlocuirea diverselor etape ale procesului de achiziții publice cu mijloace electronice. Scopul utilizării acestor instrumente este reducerea costurilor administrative prin automatizare. E-procurement poate elimina unele bariere de intrare pentru furnizorii mai mici, iar creșterea concurenței poate duce la reducerea prețurilor achizițiilor publice. Puterea mare de cumpărare a sectorului public a dus la luarea în considerare a achizițiilor publice ca un mijloc de stimulare a inovației. Activitățile de achiziție publică și inovație se intersectează în trei domenii specifice: achiziții publice pentru inovare, achiziții publice de inovare și achiziții publice inovatoare.

### Achizițiile centralizate
Achizițiile centralizate presupun atribuirea de contracte de achiziție în numele uneia sau mai multor entități contractante. Această metodă a fost utilizată pentru a obține diverse beneficii rezultate din agregarea cererii. Achizițiile centralizate pot fi realizate fie de autoritățile contractante obișnuite, fie de un organism centralizat de achiziții. Printre beneficiile achizițiilor centralizate se numără:
- Scăderea prețului unitar final - O valoare mai mare a achiziției, datorată agregării cererii, poate crește puterea de negociere a cumpărătorilor și reduce prețul final. O valoare mai mare poate atrage mai multe companii în procesul de licitație, ceea ce crește concurența și poate duce la prețuri mai bune.
- Reducerea costurilor de tranzacție - Obiectivul principal al achizițiilor centralizate este evitarea duplicării anumitor proceduri. Unitățile contractante își pot reduce costurile de tranzacție prin colaborarea cu alte entități. Acest aspect este adesea considerat principalul argument în favoarea centralizării achizițiilor.
- Schimbul de cunoștințe - Cooperarea în domeniul achizițiilor poate duce la schimbul de bune practici. Unele organisme centrale de achiziții desfășoară, de asemenea, activități de cercetare.

În multe jurisdicții, există praguri valorice care obligă autoritățile contractante să publice detalii despre licitații, informații privind contractele atribuite și cheltuielile efectuate, respectând astfel proceduri specifice de achiziție. La niveluri mai mari de cheltuieli, transparența și conformitatea cu reglementările devin mai stricte.

### Acordurile-cadru
Un acord-cadru reprezintă o altă metodă de agregare a cererii. Acesta este un tip de procedură de achiziție în două etape, prin care se stabilesc contracte incomplete cu unul sau mai mulți furnizori pentru o anumită perioadă de timp. Principalul avantaj al utilizării acordurilor-cadru este reducerea costurilor administrative, deoarece procedurile de licitație nu trebuie repetate în mod frecvent pentru perioada stabilită.

## Corupția în achizițiile publice
Unul dintre principalele riscuri ale achizițiilor publice este corupția. Companiile au un interes semnificativ să mituiască oficialii publici pentru a obține contracte avantajoase. În societățile în care corupția este endemică și aplicarea legii este slabă, funcționarii publici sunt adesea motivați să accepte mită fie din necesitate, fie din lăcomie.
Achizițiile publice implică un risc ridicat de corupție, coluziune și favoritism nejustificat. Un rol important în acest sens îl joacă volumul mare al tranzacțiilor financiare și complexitatea proceselor de achiziție, în cadrul cărora companiile interacționează strâns cu politicienii și funcționarii publici. Iar interesele personale ale oficialilor publici nu coincid cu interesele publicului.
Vulnerabilitatea achizitorilor publici la influențe din sectorul privat a determinat fiecare țară să restricționeze libertatea de decizie a entităților contractante în ceea ce privește achizițiile și plățile efectuate. Însă, în timp ce reglementarea sectorului privat poate oferi oficialilor publici pârghii pentru a solicita mită în schimbul unor concesii, reglementarea achizițiilor guvernamentale limitează discreția acestora. Regulile privind achizițiile publice reduc libertatea de decizie a cumpărătorilor, având ca scop principal diminuarea corupției.

## Frauda în achizițiile publice
Frauda în achizițiile publice se referă la obținerea în mod necinstit a unui avantaj, evitarea unei obligații sau provocarea unei pierderi financiare în cadrul procesului de achiziție de către funcționari publici, contractori sau alte persoane implicate în procesul de achiziție.
Un exemplu este comisionul ilegal, prin care un agent necinstit al furnizorului oferă mită unui agent necinstit al cumpărătorului pentru a favoriza selecția ofertei furnizorului, de multe ori la un preț umflat. Alte tipuri de fraudă includ:
- Coluziunea între ofertanți pentru a reduce concurența.
- Furnizarea de informații privilegiate anumitor ofertanți înainte de licitație.
- Depunerea unor facturi false sau umflate pentru produse sau servicii care nu sunt livrate ori lucrări care nu sunt realizate. În astfel de scheme pot fi utilizate „furnizori fantomă”, adică companii de fațadă create special pentru facturare fictivă.
- Înlocuirea intenționată a materialelor standard cu alternative inferioare, fără acordul beneficiarului.
- Atribuirea de contracte prin negociere directă fără justificare adecvată.
- Utilizarea standardelor de precalificare pentru a exclude în mod nejustificat contractori care altfel ar fi eligibili.
- Divizarea cerințelor contractuale pentru a se califica la proceduri de achiziție simplificate, evitând astfel revizuirea detaliată impusă pentru contractele de valoare mai mare.

## Probleme în achizițiile publice
Una dintre principalele probleme ale achizițiilor publice este incapacitatea guvernelor de a măsura productivitatea economică a acestora. Pe măsură ce sistemele de achiziții publice cresc în dimensiune și complexitate, monitorizarea eficienței acestora devine din ce în ce mai dificilă.
Achizițiile publice sunt puternic integrate în toate sectoarele de servicii și bunuri publice, de la sănătate la întreținerea drumurilor, ceea ce face dificilă evaluarea impactului lor, fie pozitiv, fie negativ. Monitorizarea cheltuielilor publice și a impactului acestora este esențială pentru reformarea sistemului de achiziții publice, mai ales în perioade de instabilitate economică, când sunt necesare răspunsuri proactive.
În unele cazuri, în special în țările sărace, guvernele nu dispun de suficiente fonduri sau de un sector privat suficient de dezvoltat pentru a contracta firme care să furnizeze bunurile și serviciile necesare populației.
Contractele de tip plus-cost pot stimula depășirea costurilor bugetate, deoarece furnizorii sunt motivați să mărească artificial cheltuielile pentru a obține un profit mai mare.

## Achizițiile publice în România
Piața achizițiilor publice reprezintă aproximativ 16,5% din PIB-ul Uniunii Europene, iar reglementările europene promovează transparența și concurența între firme, impunând sancțiuni autorităților contractante care nu respectă obligațiile legale. Directivele europene sunt periodic revizuite pentru a simplifica procesul și a încuraja utilizarea procedurilor electronice.
În România, cadrul legislativ pentru achizițiile publice respectă șapte principii esențiale:
1. Asigurarea concurenței reale, indiferent de naționalitate (nediscriminarea).
2. Reguli identice pentru toți operatorii economici (tratamentul egal).
3. Acceptarea produselor și certificatelor din toate statele membre ale UE (recunoaștere reciprocă).
4. Publicarea informațiilor referitoare la procedurile de achiziție prin SEAP (transparență).
5. Corelarea cerințelor cu necesitățile contractului (proporționalitate).
6. Obținerea unui raport optim între calitate și preț (eficiență).
7. Clarificarea responsabilităților în procesul de achiziție (asumarea răspunderii).

În plus, etica în achizițiile publice este reglementată pentru a preveni conflictele de interes și a asigura imparțialitatea comisiilor de evaluare.

### Arbitrii pieței de achiziții publice
Piața achizițiilor publice este strict reglementată, având în vedere utilizarea banilor publici. Principalele instituții care supraveghează și controlează acest domeniu sunt:
- Autoritatea Națională pentru Reglementarea și Monitorizarea Achizițiilor Publice (ANRMAP) este responsabilă de elaborarea, promovarea și implementarea politicilor în domeniu. Inițial parte a Ministerului Finanțelor, ANRMAP funcționează ca autoritate independentă de reglementare.
- Ministerele Finanțelor și Economiei verifică respectarea procedurilor de achiziție prin departamente specializate.
- Curtea de Conturi este instituția supremă de audit, care monitorizează legalitatea și eficiența cheltuirii fondurilor publice în achiziții.
- Consiliul Național de Soluționare a Contestațiilor (CNSC) soluționează litigiile dintre autoritățile contractante și ofertanți înainte de încheierea contractului, verificând legalitatea procedurilor de atribuire.

### Sistemul Electronic de Achiziții Publice
Sistemul Electronic de Achiziții Publice (SEAP) este obligatoriu pentru toate autoritățile contractante, asigurând transparența procesului de achiziție. Acestea trebuie să publice anunțuri și să deruleze proceduri exclusiv online. SEAP necesită instruire continuă pentru utilizarea corectă a platformei, de la publicarea anunțurilor până la organizarea licitațiilor electronice.